# یواس‌اس ویتک (دی‌دی-۸۴۸)
یواس‌اس ویتک (دی‌دی-۸۴۸) (به انگلیسی: USS Witek (DD-848)) یک کشتی بود که طول آن ۳۹۰ فوت ۶ اینچ (۱۱۹٫۰۲ متر) بود. این کشتی در سال ۱۹۴۶ ساخته شد.